# Kikthewanund
Kikthewanund (William Anderson, ur. ok. 1755, zm. 1831) – od ok. 1795 roku wódz Delawarów Unami (Żółwi), a następnie (1817) naczelny wódz Delawarów, uznawany za jednego z wybitniejszych przywódców tego ludu. W oczach swojego ludu wsławił się wypędzeniem misjonarzy morawskich znad White River w Indianie i sprzeciwem wobec przystąpienia do konfederacji Tecumseha. Za wszelką cenę próbował zapobiec rozproszeniu plemion Delawarów. W 1818 roku podpisał zrzeczenie się prawa do ziem w Indianie na rzecz rządu amerykańskiego, ponieważ planował przenieść swój lud na Terytorium Indiańskie na zachód od Missisipi.